# Jacob Diamond

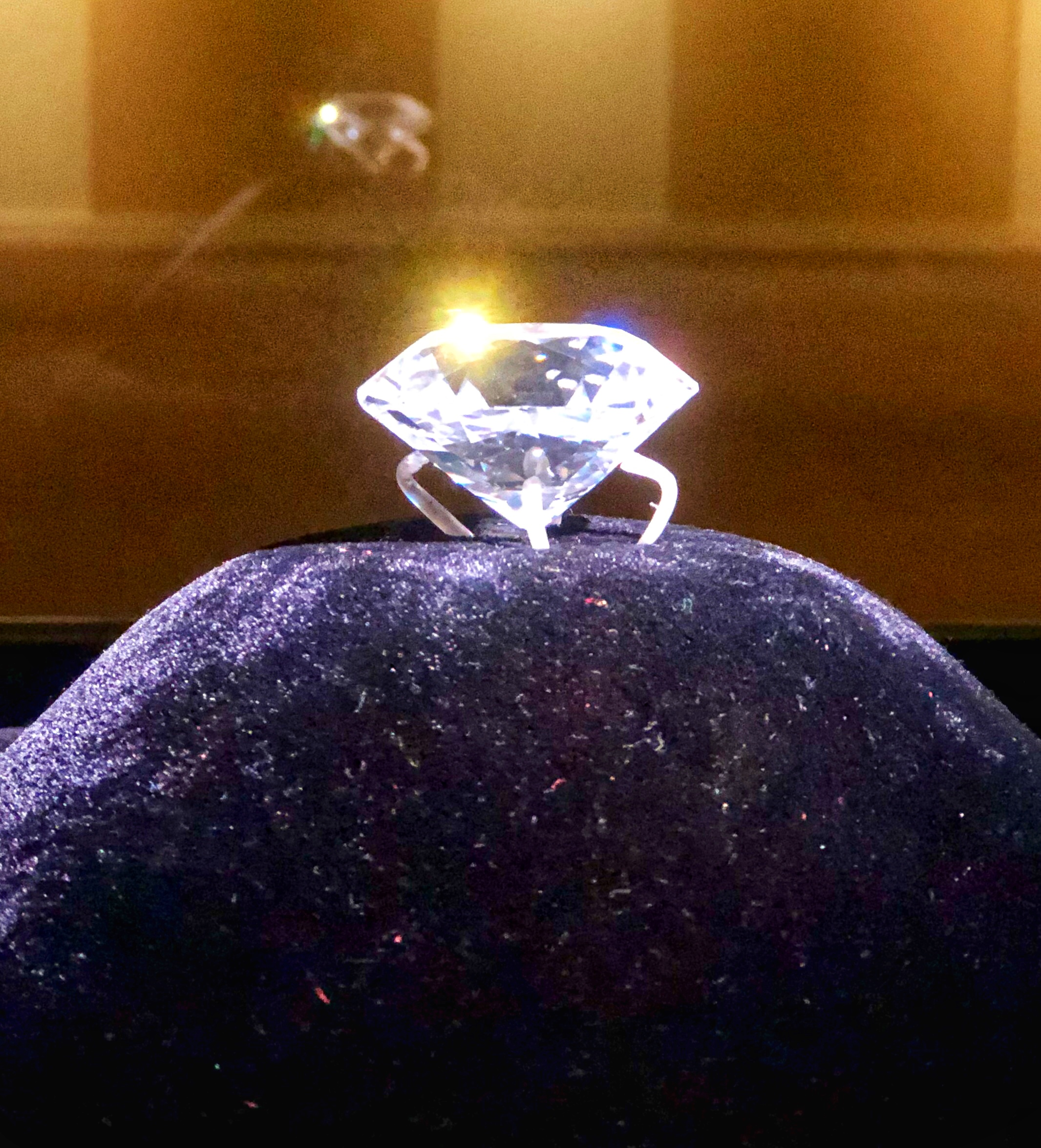
Der im Indischen Nationalmuseum in Neu-Delhi ausgestellte Jakob-Diamant, 2019

Der Jacob-Diamant (englisch: Jacob Diamond) ist ein farbloser Diamant, der im Jahr 1884 in Indien entdeckt wurde.
Geschliffen wurde der Diamant in 58 Facetten und ist 39,5 mm lang, 29,25 mm breit und 22,5 mm tief. Er wiegt 184,5 Karat (36,90 Gramm). Der Jacob-Diamant gilt als einer der weltweit größten Diamanten. Sein Eigentümer war der Nizam des indischen Fürstenstaates Hyderabad. 1995 wurde der Diamant von der indischen Regierung erworben. Gegenwärtig wird er in der Reserve Bank of India in Mumbai aufbewahrt.